# Río Coyhaique
El río Coyhaique es un curso natural de agua que fluye en la Región de Aysén con dirección general oeste hasta desembocar en el río Simpson, en la Región de Aysén. 
La denominación de H. Niemeyer para el río se escribe con i latina, la primera de ellas.

## Trayecto
El río Coyhaique nace de los aportes de los emisarios de varias pequeñas lagunas en la zona oeste del límite internacional, entre ellas El Zorro, Escondida y El Toro.: 537  El Coyhaique entrega sus aguas al Simpson inmediatamente al noroeste de la ciudad de Coyhaique, capital de la Región.

## Caudal y régimen
La estación fluviométrica Coyhaique en Tejas Verdes ubica en el extremo nordeste de la ciudad de Coyhaique, en sector de Tejas Verdes.: 56 
El informe de la Dirección General de Aguas diferencia entre la cuenca alta y la cuenca baja del río Simpson. Esta última se extiende desde la junta del río Huemules (Simpson) y el río Blanco Este hasta la confluencia del Simpson con el río Mañihuales incluyendo de esa manera a la cuenca del río Coyhaique. La cuenca baja del río Simpson, concluye el informe, tiene un régimen pluvio – nival, en que a medida que disminuye la altitud de la hoya aumenta la influencia pluvial con respecto a la nival. Las grandes crecidas se observan en junio y agosto, y el período de estiaje ocurre entre los meses febrero y abril, debido a las menores precipitaciones con respecto al resto del año.: 61 

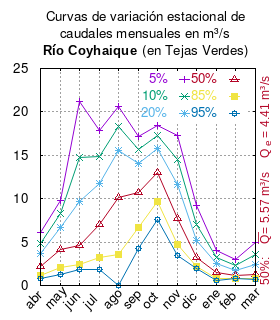
Curvas de variación estacional del río Coihaique en la estación Tejas Verdes.

El caudal del río (en un lugar fijo) varía en el tiempo, por lo que existen varias formas de representarlo. Una de ellas son las curvas de variación estacional que, tras largos periodos de mediciones, predicen estadísticamente el caudal mínimo que lleva el río con una probabilidad dada, llamada probabilidad de excedencia. La curva de color rojo ocre (con {\displaystyle {\color {Red}\vartriangle }}) muestra los caudales mensuales con probabilidad de excedencia de un 50%. Esto quiere decir que ese mes se han medido igual cantidad de caudales mayores que caudales menores a esa cantidad. Eso es la mediana (estadística), que se denota Qe, de la serie de caudales de ese mes. La media (estadística) es el promedio matemático de los caudales de ese mes y se denota {\displaystyle {\overline {Q}}}. 
Una vez calculados para cada mes, ambos valores son calculados para todo el año y pueden ser leídos en la columna vertical al lado derecho del diagrama. El significado de la probabilidad de excedencia del 5% es que, estadísticamente, el caudal es mayor solo una vez cada 20 años, el de 10% una vez cada 10 años, el de 20% una vez cada 5 años, el de 85% quince veces cada 16 años y la de 95% diecisiete veces cada 18 años. Dicho de otra forma, el 5% es el caudal de años extremadamente lluviosos, el 95% es el caudal de años extremadamente secos. De la estación de las crecidas puede deducirse si el caudal depende de las lluvias (mayo-julio) o del derretimiento de las nieves (septiembre-enero).

## Historia
Luis Risopatrón lo describe en su Diccionario jeográfico de Chile (1924):
Coihaique (Río). Nace en las proximidades del cerro del mismo nombre, corre hacia el W en un angosto valle, lleno de terrazas de acarreo, extensas i regularmente formadas i lomas, en las que en los árboles altos acompañan a los cursos de agua, alternadamente con pampas, bañados i mallines; desaparecen estos en la parte W, para dar lugar a las selvas, que cubren con los coliguales todo el fondo del valle i las laderas de los cerros, compuestos de rocas estratificadas sedimentarias. Concluye por vaciar sus aguas, que no son muchas, en la marjén E del río Simpson, del Aisen, hacia el S del cerro Cinchao.